# 堀澤麻衣子
堀澤 麻衣子（ほりさわ まいこ）は、日本の女性シンガーソングライターである。 愛知県名古屋市生まれ。

## アーティスト活動
国立音楽大学声楽科卒。藤原歌劇団オペラ歌手育成部卒。
2001年、1stアルバムの「ソル・アウラ・ヴィータ〜太陽・風・生命〜」をリリース。関西ヒーリング・ミュージック1位を獲得する。日仏会館共催フランス語で歌うコンテストJ'aime chanter（ジャムシャンテ）でフランス大使館賞を受賞。国内をはじめニューヨークなどの海外でもコンサート活動を行いつつ、アーティスト・作詞家として、ワーナー・ブラザース映画『チャーリーとチョコレート工場』、『ポーラー・エクスプレス』、テレビ朝日ドラマ『最後の晩餐』、KONAMIゲーム『ZONE OF THE ENDERS Z.O.E』などの作品に多数。他のアーティストに詞や曲へ提供したり、社歌などの制作にも携わる。
2006年3月、NIRGILIS（ニルギリス）が歌う「sakura」（テレビアニメ『交響詩篇エウレカセブン』主題歌）に、堀澤の歌う「アメイジング・グレイス」がマッシュアップとして用いられる。
2007年、歌手活動10周年記念として2ndアルバム『素晴らしい世界』をリリース。そのレコーディングをきっかけに、2008年4月、千代正行とのユニットAngel Streamを結成する。
2008年、六本木ヒルズにて、藤井フミヤらと「セーブ・ザ・チルドレン・ジャパン」コンサートに出演。Angel Streamとしての1stアルバム「Ave Maria」、2nd「Re-Birth～きっと変われる」をリリース。全国コンサートツアーを行う。
2011年、東京と名古屋にて「眠れるコンサート」を開催。心地よく眠れるようブランケットの貸出を行うなど、非常にリラックスできるコンサートとして注目を集める。
2012年、「1日で感動的に歌がうまくなるコンサート」を開催。オーディエンス参加型の歌がうまくなるコンサートとして大盛況を集め、その様子を収めたDVDをリリース。
2013年、ソロアーティストとしての活動を再開。単身で渡米し、セリーヌ・ディオン、ホイットニー・ヒューストン、カーペンターズ、ケニー・ロジャーズなどのプロデュースを手がけ、グラミー賞に3度のノミネート、エミー賞を5回受賞したプロデューサーのスティーブ・ドーフに出会い、世界で勝負できる声と認められてアルバム制作が決定。リーランド・スカラー、ヴィニー・カリウタなどの世界屈指のミュージシャンとハリウッドのフルオーケストラを迎えて3rdソロアルバム「Kindred Spirits -かけがえのないもの-」を制作する。
2014年、6月25日にヤマハミュージックコミュニケーションズからアルバム「Kindred Spirits -かけがえのないもの-」でメジャー・デビュー。Amazon Musicニューエイジ部門1位を獲得。
スティーブ・ドーフにも認められた堀澤麻衣子の声は、特別な『倍音』を持つと言われ、順天堂大学の自律神経の権威ある医師のもと検証したところ、歌声を聴いた75%の人の自律神経が整えられ、数値レベルが改善する計測結果が出た。ストレスを穏やかにし「不眠」にも効果を及ぼす「音のくすり」として注目されはじめている。近年はブルーノートや日本国内外の公演の他にも、出雲大社などの全国の神社にて、無償のコンサート「歌唱奉納公演」を行い、「平和への祈りと心身の平安」を願い、届けている。
2020年、大河ドラマ「麒麟がくる」にて劇中歌と紀行にて歌唱。大河ドラマ紀行でもその歌声が流れ、多くの反響を得る。（※サントラ「麒麟がくる」に歌が収録）
2020年4月29日、自身の初となる7曲入りのカバー・アルバム「カランコエ」がダウンロード発売された。このアルバムには、大河ドラマ「麒麟がくる」の大河ドラマ紀行で放映された「美濃 〜母なる大地〜」が収録。堀澤麻衣子本人が作詞をし、戦乱の世で戦った英傑たちへのやすらぎの時間を想った、あたたかい歌声が聞ける。音楽を担当したジョン・グラムとは、映画『キングスグレイブ ファイナルファンタジーXV』」の共演でロサンゼルスで出会い、声について「シャルドネのような声」と評される。
2022年10月10日　伊勢神宮にて「歌唱奉納」を実施。20名の合唱隊と共に、日頃の感謝を歌で祈り歌唱する。12月28日「ディズニープラス」オリジナル新作ドラマ『ガンニバル』にて歌唱。世界同時配信される。

## その他の活動
自分の声が出なくなった経験から、古武術式丹田呼吸法を取り入れた喉に全く負担をかけない画期的な発声メソッドを開発。呼吸、身体の歪み、思考のクセを改善する画期的なレッスンとして口コミで広がり、海外・全国から受講生が訪れる。
2007年にボイスメンタルスクールAmato musicaを開校し、スクール外でもNHK講座、立教大学などで特別講演を行い、リクルートエージェント、アビームコンサルティングなどの企業研修も行う。現在までに教えた生徒は俳優、著名人、エグゼキュティブを含め4,500人を超える
2008年、オリジナルのメソッドを紹介したボイスとメンタルの本の執筆をスタート。2008年5月に「声が変われば人生が変わる（春日出版）」、2011年11月に「1日で感動的に声がよくなる！歌もうまくなる!!（すばる舎）」、2012年3月に「DVD付き 1日で感動的に歌がうまくなる!話す声もよくなる!」、2013年6月に「1日でできる! 声を変えれば、うまく話せる! 声のコンプレックスを解消して会話上手になる発声法14（メディアファクトリー）」、2013年12月に「たった1分間の美声レッスン（宝島社）」から出版。
アーティスト、著者、ボイス・メンタルトレーナーとしての活動は頻繁にメディアにも取り上げられ、朝日放送「おはよう朝日です」、TBS「はなまるマーケット」、NHK総合「首都圏ネットワーク」、J-WAVE「HELLO WORLD」などに出演。
2020年7月〜2021年3月、InterFM897にて、自身の冠番組「Serendipity」でラジオパーソナリティを務める。

## ディスコグラフィー

### アルバム （ソロ活動）
| 枚  | 発売日         | タイトル                                                                      |
| --- | -------------- | ----------------------------------------------------------------------------- |
| 1st | 2001年8月25日  | ソル・アウラ・ヴィータ〜太陽・風・生命〜 (G.U.Records)                        |
| 2nd | 2007年12月18日 | 素晴らしい世界〜Wonderful World〜 (Amato Musica)                              |
| 3rd | 2014年6月25日  | Kindred Spirits -かけがえのないもの- (ヤマハミュージックコミュニケーションズ) |
| 4th | 2017年9月16日  | Somewhere in The World (Amato Musica)                                         |
| 5th | 2020年4月29日  | 堀澤麻衣子カバー集 〜カランコエ〜                                             |
| 6th | 2022年6月5日   | Friends（作詞・作曲 オリジナル2曲を含む）                                     |

### アルバム（千代正行とのユニットAngel Streamとしての活動）
| 枚  | 発売日          | タイトル                                  |
| --- | --------------- | ----------------------------------------- |
| 1st | 2008年12月18日] | Ave Maria (Amato Musica)                  |
| 2nd | 2009年12月11日  | Re-Birth～きっと変われる～ (Amato Musica) |
| 3rd | 2010年5月10日   | 旅立ち (Amato Musica)                     |

### アルバム収録曲
- 『ソル・アウラ・ヴィータ〜太陽・風・生命〜』（全作詞）
  - Agnus Dei～祈り～ （作曲：田村信二）
  - 夏の日の（Instrumental） （作曲：松本淳一）
  - セイシェル島 （作曲：田村信二、詩：松岡尚美）
  - Forest echo～森の精霊～ （作曲：田村信二）
  - Pacem～新世紀のアリア～ （作曲：田村信二）
  - 波間の月 （作曲：堀澤麻衣子、編曲：藤巻浩）
  - Mi Amor～愛しい人～ （作曲：田村信二）
  - Parfum～君がいた丘～ （作曲：藤巻浩）
  - Spirito～地平線の彼方へ～ （作曲：田村信二）
  - Endless End～果てなき果て～ （作曲：田村信二）
  - 雲カラ光（Instrumental） （作曲：松本淳一）

- 『素晴らしい世界〜Wonderful World〜』
  - Winterlight （作詞・作曲：Preisner/Kaz/Ronstadt）
  - La califfa （作詞：Alberto Bevilacqua・作曲：Ennio Morricone）
  - Lascia ch'io pianga～私を泣かせて下さい～（作曲：Handel）
  - La Luna （作詞：堀澤麻衣子、作曲：七瀬光）
  - 素晴らしい世界 悲愴 第2楽章 （作詞：堀澤麻衣子、作曲：ルートヴィヒ・ヴァン・ベートーヴェン）

- 『Ave Maria』（千代正行とのユニット“Angel Stream”として）
  - Ave Maria～イシュター～（作曲：フランツ・シューベルト）
  - Ave Maria～アリエル～（作曲：シャルル・グノー）
  - Opera「ノルマ」より 清らかな女神～風のワルツ～ （作曲：ヴィンチェンツォ・ベッリーニ）
  - Ave Maria～サンダルフォン～ （作曲：ジュリオ・カッチーニ）
  - SORAOTO～天使の空音～ （作曲：千代正行）
  - Opera「ルサルカ」より 月に寄せる歌～白銀の森～ （作曲：アントニン・ドヴォルザーク）
  - The Mission～幸せの響き～ （作曲：エンニオ・モリコーネ）

- 『Kindred Spirits -かけがえのないもの-』
  - I Will Be There With You (Written by Amy Skylark Foster Gillies & David W. Foster)
  - A Dream of Love (Liebestraum) (Written by Steve Dorff & Linda Thompson)
  - Kindred Spirits (Music by Steve Dorff & Words by Maribeth Derry)
  - I Just Fall In Love Again (Written by Steve Dorff, Larry Herbstritt, Harry Lloyd & Gloria Sklerov)
  - Catch the Moon (Written by Steve Dorff & Aly Ocampo)
  - The Art of Who I Am (Written by Steve Dorff & Elle Vee)
  - 君をのせて (Music by Joe Hisaishi & Words by Hayao Miyazaki)
  - Rose Hill (Written by Steve Dorff)
  - Revelation Road (Written by Steve Dorff & Tiffany Thornton)
  - The Gift (Written by Maiko Horisawa & Tsugune Morito & Adopted by Gloria Sklerov)
  - Amazing Grace (Words by John Newton, Arranged by Larry Herbstritt & Steve Dorff)
  - Stand Alone (Written by Joe Hisaishi)
  - かけがえのないもの （「Kindred Spirits」日本語Ver.）(Music by Steve Dorff, Words by Maribeth Derry & Adopted by Maiko Horisawa)
- 『Somewhere in The World』
  - Somewhere in The World 〜世界のどこかで〜 (Written by Andrew Dorff, busbee, Klaus Derendorf and Maiko Horisawa)
  - I Cross My Heart 〜誓い〜 (Written by Steve Dorff, Eric Kaz and Maiko Horisawa)
  - You'll Come Through (Written by Steve Dorff and Martin Panzer)
  - Somewhere in The World (Written by Andrew Dorff, busbee and Klaus Derendorf)
  - I Cross My Heart (Written by Steve Dorff and Eric Kaz)
- 堀澤麻衣子カバー集 〜カランコエ〜
  - 愛燦燦
  - 春よ、来い
  - 夏の思い出
  - いのちの歌
  - ちいさい秋みつけた
  - かけがえのないもの(「Kindred Spirits」日本語ver.)＊セルフカバー
  - 美濃〜母なる大地〜＊セルフカバー / 大河ドラマ「麒麟がくる」ドラマ紀行楽曲

### その他のアーティスト参加作品
| 発売日         | 曲名                                        | 収録されたアルバム・シングル                                                     |
| -------------- | ------------------------------------------- | -------------------------------------------------------------------------------- |
| 2001年4月25日  | Flowing Destiny (Resolution)                | 「ゲーム『ZONE OF THE ENDERS Z.O.E』オリジナル・サウンドトラック (KONAMI)」      |
| 2001年4月25日  | A Light with a name of HOPE(piao arrange)   | 「ゲーム『ZONE OF THE ENDERS Z.O.E』オリジナル・サウンドトラック (KONAMI)」      |
| 2004年12月10日 | 冬の馬                                      | 「Clip Mix Vol.2(オムニバス、Clip Light Records)」                               |
| 2004年12月10日 | ドリームシアター                            | 「Clip Mix Vol.2(オムニバス、Clip Light Records)」                               |
| 2006年3月1日   | sakura                                      | NIRGILIS「アニメ『交響詩篇エウレカセブン』オープニングテーマ (DefSTAR RECORDS)」 |
| 2007年10月4日  | Modorenai Love 戻らない恋 -Forever Version- | 「GuitarFreaks & DrumMania V3 Musician's Room "RARE” Collection (KONAMI)」       |
| 2011年5月11日  | 宇宙（そら）からの贈り物                    | 「Dreams for Babies (オムニバス、ハッツアンリミテッド)」                         |
| 2018年3月14日  | コーラルの光 -オーケストラバージョン-       | 「デルフィニア戦記 音楽集」 (ヤマハミュージックコミュニケーションズ)             |

### ボーカル参加
- 大河ドラマ『麒麟がくる』
- スクウェア・エニックス 映画『キングスグレイブ ファイナルファンタジーXV』」
- アニメ『エウレカセブン』主題歌「Sakura」にて、堀澤麻衣子が歌うAmazing graceをマッシュアップ
- アニメ『からくりサーカス』
- スールキートス 映画『シャンティ デイズ 365日、幸せな呼吸』 主題歌「Breath」
- ワーナー・ブラザース
  - 映画『チャーリーとチョコレート工場』 日本語吹き替え版
  - 映画『ティム・バートンのコープスブライド』 日本語吹き替え版
  - 映画『ポーラー・エクスプレス』 日本語吹き替え版
- シンフォレスト DVD『シークレット・ブルー』 〜青い海のヒーリングシアターDVD〜 全5曲

### ボーカル・作詞参加作品
- コナミ アーケードゲーム・プレイステーション2 の『beatmania IIDX』にて3曲を作詞＆歌唱。
  - 「PHOTONGENIC」[3]
  - 「DAWN -THE NEXT ENDEAVOUR-」
  - 「Blind Justice」[4]
- コナミの アーケードゲーム『pop'n music』
  - PACEM（pop'n music17/ジャンル名：ゴスインダストリアル）
- beatnation Records所属アーティスト L.E.D.の1stアルバム「電人K」
  - 「PHOTONGENIC」を作詞修正・再収録。
  - 「DAWN-THE NEXT ENDEAVOUR-」を作詞修正・再収録。
  - 「JEWELLERY STORM」を作詞。
    - 歌唱は教え子のAmato musica音楽事務所所属アーティスト丹沢恵里子が担当。
- コナミのプレイステーション2ゲーム『ZONE OF THE ENDERS Z.O.E』にて歌唱。
  - エンディングテーマ1「flowing destiny」
  - エンディングテーマ2「希望という名の光」
- ランティス アニメ『神曲奏界ポリフォニカ』にて作詞＆歌唱。
  - 「L'aura 〜 精霊の唄 〜 」
  - 「La Luna」
- ジャニーズ ジャニーズJr.に提供。
  - 「Non Stop,Don't Stop」
- ビクター BSアニメ『熱沙の覇王ガンダーラ』
  - 主題歌「Dear」
- 『恋はmagic』
  - マナミデビューアルバム

## 主な書籍・出版物

### 著書
| 発売日         | タイトル                                                                                      | 出版社               |
| -------------- | --------------------------------------------------------------------------------------------- | -------------------- |
| 2008年5月26日  | 声が変われば人生が変わる                                                                      | 株式会社春日出版     |
| 2011年1月20日  | 1日で感動的に声がよくなる！歌もうまくなる!!                                                   | すばる舎             |
| 2012年3月27日  | DVD付き 1日で感動的に歌がうまくなる!話す声もよくなる!                                         | セブン&アイ出版      |
| 2013年6月21日  | 1日でできる! 声を変えれば、うまく話せる! 声のコンプレックスを解消して会話上手になる発声法14   | メディアファクトリー |
| 2013年12月13日 | たった1分間の美声レッスン                                                                     | 宝島社               |
| 2015年4月11日  | 誰もが持つ幸せになる8つの法則 歌を歌えば運が良くなる！                                        | 三栄書房             |
| 2017年5月1日   | 1日で感動的に声がよくなる! 歌もうまくなる!!: 滑舌アップ! オンチも直る! 口ベタ解消! (王様文庫) | 三笠書房             |

## ライブ
| 年                                                                                  | 日                                                                                  | 会場                                                                                |
| 堀澤麻衣子 2017「音のくすり」火水（カミ）の歌 ~Somewhere in the world~ ライブツアー | 堀澤麻衣子 2017「音のくすり」火水（カミ）の歌 ~Somewhere in the world~ ライブツアー | 堀澤麻衣子 2017「音のくすり」火水（カミ）の歌 ~Somewhere in the world~ ライブツアー |
| ----------------------------------------------------------------------------------- | ----------------------------------------------------------------------------------- | ----------------------------------------------------------------------------------- |
| 2017                                                                                | 9月16日                                                                             | 島根県立美術館 【水の公演】                                                         |
| 2017                                                                                | 9月17日                                                                             | 出雲大社（島根）【火の公演】                                                        |
| 2017                                                                                | 10月21日                                                                            | 諏訪大社（長野）                                                                    |
| 2017                                                                                | 10月22日                                                                            | 戸隠神社（長野）                                                                    |
| 2017                                                                                | 11月26日                                                                            | 三嶋大社（静岡）                                                                    |
| 2017                                                                                | 11月29日                                                                            | 名古屋ブルーノート（愛知）                                                          |
| 2017                                                                                | 12月3日                                                                             | 秋田県立近代美術館（秋田）                                                          |
| 堀澤麻衣子 2018「音のくすり」ライブツアー vol.2                                     |                                                                                     |                                                                                     |
| 2018                                                                                | 5月26日                                                                             | 五反田文化センター（東京）                                                          |
| 2018                                                                                | 6月16日                                                                             | 長野すわのねオルゴール館（長野）                                                    |
| 2018                                                                                | 7月24日                                                                             | 日枝神社（東京）                                                                    |
| 2018                                                                                | 8月4日                                                                              | 鹿島神宮（茨城）                                                                    |
| 2018                                                                                | 8月5日                                                                              | 香取神宮（千葉）                                                                    |
| 2018                                                                                | 10月20日                                                                            | 出雲大社 （島根）                                                                   |
| 2018                                                                                | 11月16日                                                                            | 名古屋ブルーノート（愛知）                                                          |
| 2018                                                                                | 12月1日                                                                             | 鵜戸神宮（宮崎）                                                                    |
| 2019                                                                                | 10月                                                                                | 氷川神社（台風のため中止）                                                          |